# Plan basilical
 (octobre 2021).
Si vous disposez d'ouvrages ou d'articles de référence ou si vous connaissez des sites web de qualité traitant du thème abordé ici, merci de compléter l'article en donnant les références utiles à sa vérifiabilité et en les liant à la section « Notes et références ».
Le plan basilical est un plan rectangulaire, avec une salle centrale qui forme un vaisseau et qui est entourée (basilique Ulpia, ci-dessous) ou flanquée (basiliques de Leptis Magna et les basiliques chrétiennes, ci-dessous) d'une colonnade intérieure supportant la couverture. Cette colonnade délimite des espaces appelés collatéraux (ou bas-côtés). Très souvent, la basilique se termine par une abside sur un des « petits » côtés ou sur les deux côtés. Mais on en trouve qui se terminent par des côtés rectangulaires, sans abside, comme celle de Pompéi. 
Ce plan correspond à deux types d'édifices publics :
- Un édifice civil, lieu de réunion polyvalent, marché, bourse, tribunal  : basilique civile, apparue à Rome et en Italie à partir du IIe siècle av. J.-C.
- Un édifice religieux, lieu de culte chrétien : église à plan basilical, dérivée du plan précédent à partir du IVe siècle[2], généralisée dans tout l'Empire romain puis dans les États chrétiens qui lui ont succédé.

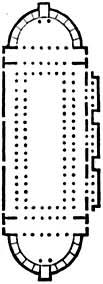
Basilique Ulpia, début du IIe siècle, forum de Trajan, Rome.
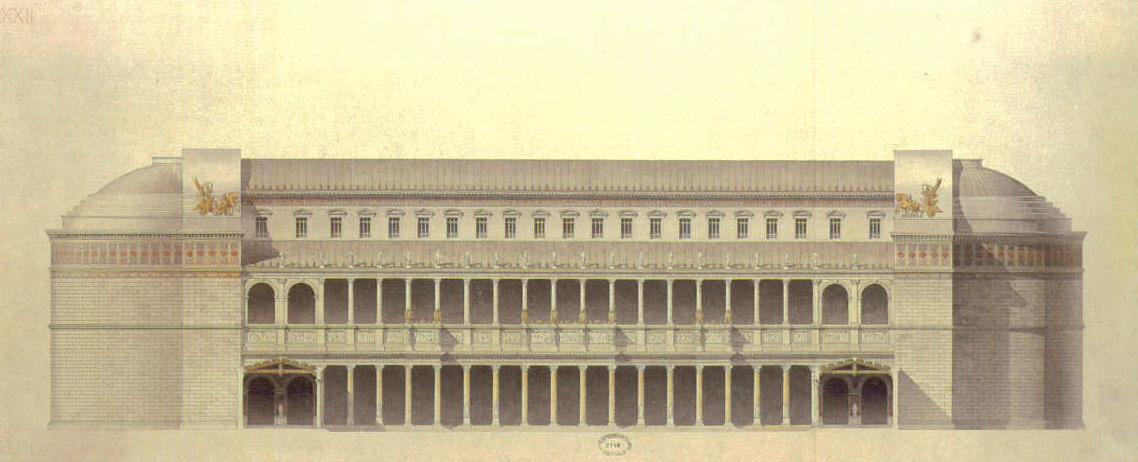
Vue latérale de la basilique Ulpia avec les deux absides.
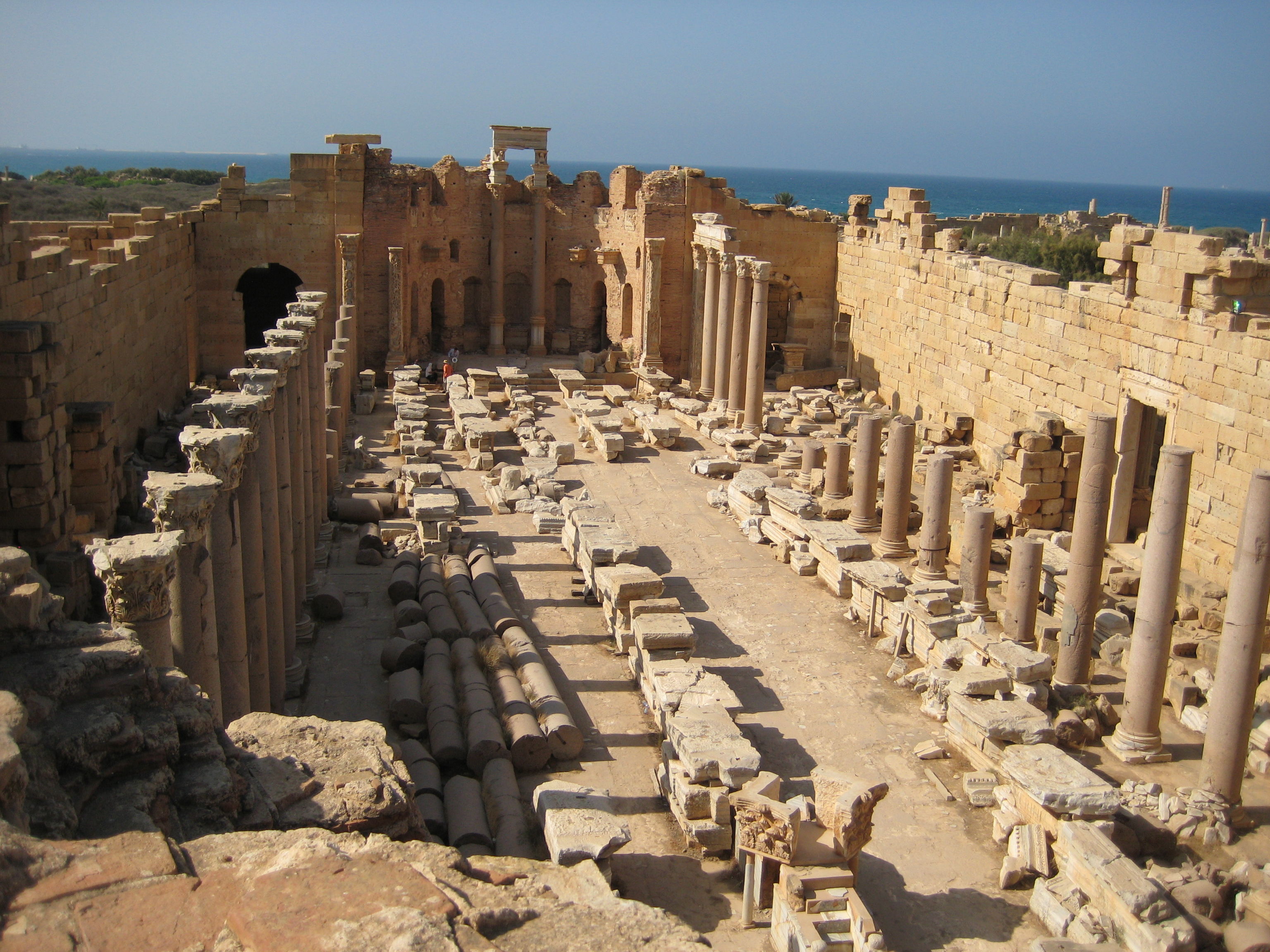
Basilique civile de Leptis Magna (Libye), à trois nefs avec une abside.
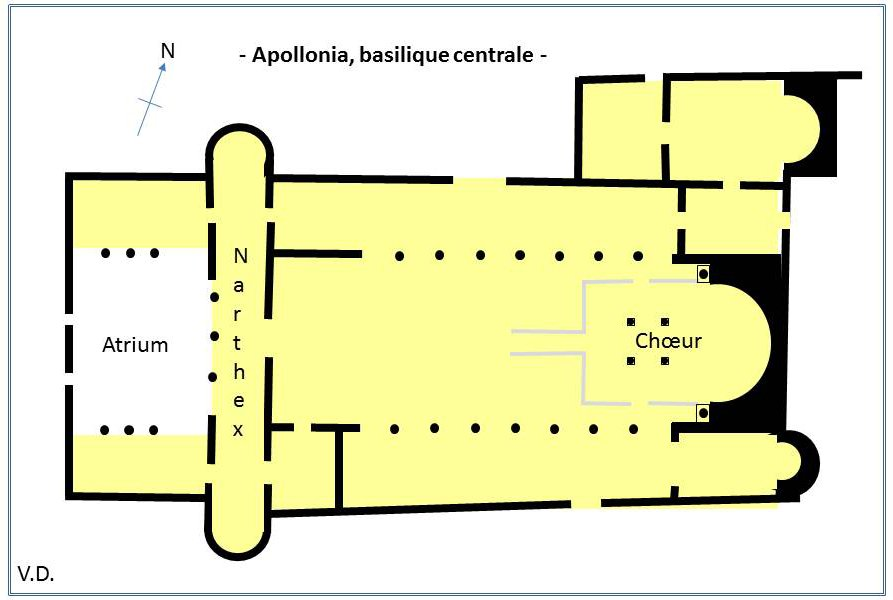
Apollonie de Cyrène, basilique centrale (chrétienne) Ve siècle, Libye.
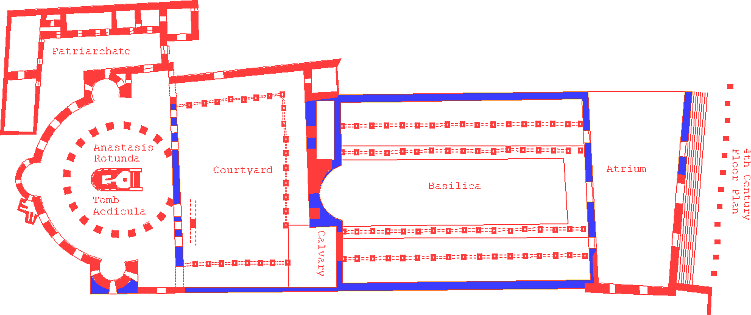
Basilique de Constantin (entourée en bleu) à cinq nefs,ive siècle. (Saint-Sépulcre, Jérusalem).